# Eleccions legislatives franceses de 2002
Les eleccions legislatives franceses de 2002 es van dur a terme el 9 i 16 de juny de 2002. Les va convocar Jacques Chirac després de guanyar les eleccions presidencials franceses de 2002, i hi va concórrer amb la Unió per la Majoria Presidencial, que després es transformà en Unió pel Moviment Popular (UMP).

## Antecedents
La denominada Unió per la Majoria Presidencial fou una coalició creada pel Reagrupament per la República (RPR) i Democràcia Liberal (DL) el 23 d'abril de 2002 per unir a les forces de centredreta amb el fi de donar suport a Jacques Chirac perquè fos reelegit a les eleccions presidencials franceses de 2002. El temor generat al país pel programa extremista de Jean-Marie Le Pen va motivar que totes les formacions d'esquerra, centre i dreta moderada sol·licitessin el vot per a Chirac en la segona volta, que va aconseguir una mica més del 82% dels vots i va resultar reelegit president de la República. L'endemà va nomenar primer ministre al liberal Jean-Pierre Raffarin, pertanyent a DL per a substituir Lionel Jospin, que havia dimitit després del seu fracàs en la primera volta, i 24 hores més tard va formar un govern integrat bàsicament per neogaullistes, la qual cosa va posar fi al període de cohabitació.

## Resultats

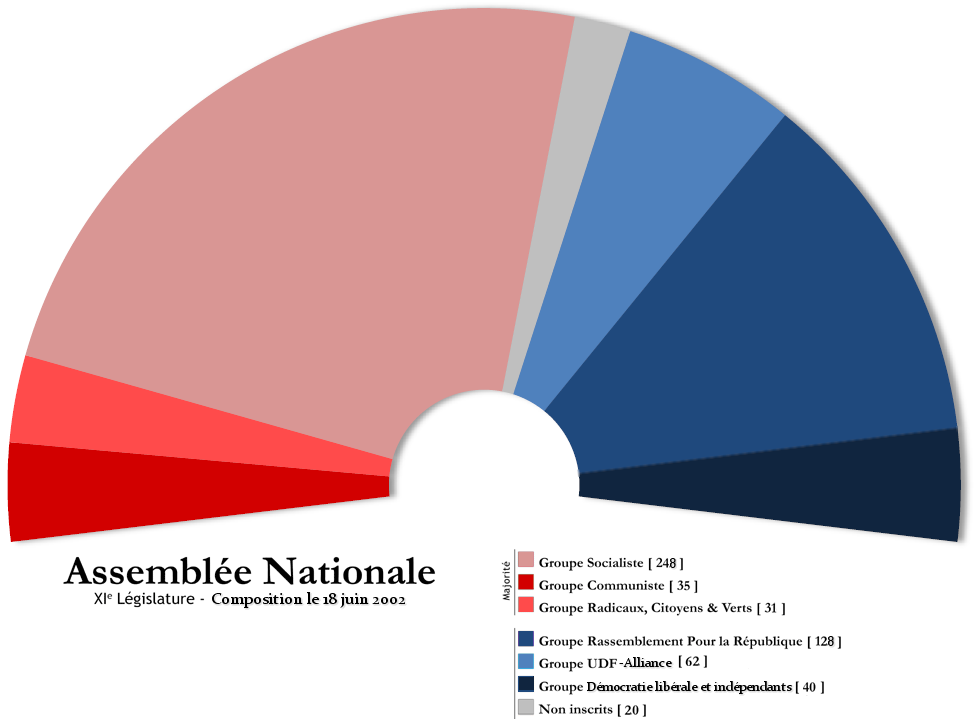
Composició de l'Assemblea sortint

| Partits polítics | Partits polítics                               | Vots (primera volta) | Vots (primera volta) | Vots (primera volta) | Escons (primera volta) | Vots (segona volta) | Vots (segona volta) | Vots (segona volta) | Total  | Total | Total |
| Partits polítics | Partits polítics                               | #                    | %                    | +/-                  | #                      | #                   | %                   | +/-                 | Escons | +/-   | %     |
| ---------------- | ---------------------------------------------- | -------------------- | -------------------- | -------------------- | ---------------------- | ------------------- | ------------------- | ------------------- | ------ | ----- | ----- |
|                  | Unió per la Majoria Presidencial (UMP)         | 8 685 432            | 33,30                | --                   | 46                     | 10 029 669          | 47,26               | --                  | 358    | --    | 62,04 |
|                  | Unió per a la Democràcia Francesa (UDF)        | 1 226 462            | 4,85                 | -4,34                | 6                      | 832 785             | 3,92                | -17,06              | 27     | -85   | 4,68  |
|                  | Divers droite (DVD)                            | 921 973              | 3,65                 | -0,62                | 3                      | 274 374             | 0,29                | -2,47               | 8      | +8    | 1,39  |
|                  | Moviment per França (MPF)                      | 202 831              | 0,80                 | ?                    | 1                      | --                  | --                  | --                  | 1      | ?     | 0,17  |
|                  | Démocratie libérale (DL)                       | 104 767              | 0,41                 | ?                    | 2                      | --                  | --                  | --                  | 2      | --    | 0,35  |
|                  | Reagrupament per França (RPF)                  | 94 222               | 0,30                 | ?                    | 0                      | 61 605              | 1,29                | --                  | 2      | --    | 0,35  |
|                  | Majoria presidencial                           |                      | 43,31                |                      | 58                     |                     |                     |                     | 398    |       |       |
|                  |                                                |                      |                      |                      |                        |                     |                     |                     |        |       |       |
|                  | Partit Socialista (PS)                         | 6 086 599            | 24,11                | +0,60                | 2                      | 7 482 169           | 35,26               | -3,34               | 140    | -115  | 24,26 |
|                  | Partit Comunista Francès (PCF)                 | 1 216 178            | 4,82                 | -5,10                | 0                      | 690 807             | 3,26                | -0,4                | 21     | -15   | 3,65  |
|                  | Les Verts                                      | 1 138 222            | 4,51                 | -2,33                | 0                      | 677 933             | 3,19                | +1,54               | 3      | -3    | 0,52  |
|                  | Partit Radical d'Esquerra (PRG)                | 388 891              | 1,54                 | +0,10                | 0                      | 455 360             | 2,15                | -0,07               | 7      | -5    | 1,21  |
|                  | Pol Republicà dins MDC                         | 299 897              | 1,19                 | ?                    | 0                      | 12 679              | 0,06                | ?                   | 0      | -7    | 0,00  |
|                  | Divers gauche (DVG)                            | 275 553              | 1,09                 | -0,72                | 0                      | 268 715             | 1,27                | -1,49               | 7      | +3    | 1,21  |
|                  | Esquerra parlamentària                         |                      | 37,26                |                      | 2                      |                     |                     |                     | 178    |       |       |
|                  |                                                |                      |                      |                      |                        |                     |                     |                     |        |       |       |
|                  | Front Nacional (FN)                            | 2 862 960            | 11,34                | -3,61                | 0                      | 393 205             | 1,85                | -3,85               | 0      | -1    | 0,00  |
|                  | Cacera, Pesca, Natura i Tradicions (CPNT)      | 422 448              | 1,67                 | ?                    | 0                      | --                  | --                  | --                  | 0      | --    | 0,00  |
|                  | Ligue Communiste Révolutionnaire (LCR)         | 320 467              | 1,27                 | ?                    | 0                      | --                  | --                  | --                  | 0      | --    | 0,00  |
|                  | Lutte Ouvrière (LO)                            | 301 984              | 1,20                 | ?                    | 0                      | --                  | --                  | --                  | 0      | --    | 0,00  |
|                  | Divers ecologistes                             | 295 899              | 1,17                 | ?                    | 0                      | --                  | --                  | --                  | 0      | --    | 0,00  |
|                  | Moviment Nacional Republicà (MNR)              | 276 376              | 1,09                 | ?                    | 0                      | --                  | --                  | --                  | 0      | --    | 0,00  |
|                  | Extrema esquerra (EXG)                         | 81 558               | 0,32                 | ?                    | 0                      | --                  | --                  | --                  | 0      | --    | 0,00  |
|                  | Regionalistes, autonomistes i independentistes | 66 240               | 0,26                 | ?                    | 0                      | 28 689              | 0,14                | --                  | 1      | --    | 0,17  |
|                  | Extrema dreta (EXD)                            | 59 549               | 0,24                 | ?                    | 0                      | --                  | --                  | --                  | 0      | --    | 0,00  |
|                  |                                                |                      |                      |                      |                        |                     |                     |                     |        |       |       |
|                  | Inscrits                                       | 40 968 484           | 100                  |                      |                        | 36 783 746          | 100                 |                     |        |       |       |
|                  | Abstencions                                    | 14 578 609           | 35,58                |                      |                        | 14 597 581          | 39,68               |                     |        |       |       |
|                  | Vots blancs i nuls                             | 1 143 830            | 2,79                 |                      |                        | 965 139             | 2,62                |                     |        |       |       |
|                  | Vàlids                                         | 25 246 045           | 61,62                | -2,97                |                        | 21 221 026          | 57,69               | -9,41               |        |       |       |

## Composició de l'Assemblea
| Grup                     | Membres | Afiliatss | Total | %     |
| ------------------------ | ------- | --------- | ----- | ----- |
| UMP                      | 356     | 9         | 365   | 63,02 |
| Socialista               | 140     | 1         | 141   | 25,87 |
| UDF                      | 27      | 2         | 29    | 05,21 |
| Comunistes & Republicans | 21      | 0         | 21    | 03,82 |
| No inscrits              | 21      | 0         | 21    | 02,08 |
| Total                    | 565     | 12        | 577   | 100,0 |

* Un escó vacant

## Diputats per laCatalunya del Nord
- 1a Circumscripció - Daniel Mach (UMP)
- 2a Circumscripció - Arlette Franco (UMP)
- 3a Circumscripció - François Calvet (UMP)
- 4a Circumscripció - Henri Sicre (PS)

## Conseqüències
La Unió per la Majoria Presidencial (UMP) va obtenir 357 escons i, per tant, la majoria absoluta en la nova Assemblea Nacional. Davant aquests resultats, Chirac va pactar un nou executiu amb Jean-Pierre Raffarin, el qual va ser confirmat com a primer ministre.